# Pomabamba
Pomabamba è un comune del Perù, situato nella Regione di Ancash e capoluogo della Provincia di Pomabamba.